# Skällsnäsätten
Skällsnäsätten är en konventionell nutida benämning på en  uradlig frälseätt som uppkallats efter Skällsnäs sätesgård i Södra Vedbo härad, Småland.

## Historia
Vid den stora sjön Solgens strand i Hults socken i Södra Vedbo härad i Småland, en sjö så stor att inte mindre än fyra socknars gränser samlas i den, ligger den gamla egendomen Skällsnäs sätesgård, som även har skrivits Skälsnäs, och sägs ha kallats Skteldesnes på fornsvenska och senare Sktellis nwes och från år 1571 Skällesnäs, Enligt Jean Silfving bytte Bo Jonsson Grip bort fädernegården 1377 till sin svåger, riddaren Peder Porse (omtalad 1365-1386), vars dotter Helena var gift med danske riddaren Eggert Krummedige. Godset, med sina drygt 700 tunnland och gården Skällsnäs, ägdes sedan  i närmare 100 år inom ätten Krummedige. Från krummedige övergick gården till riksföreståndaren Sten Sture den äldre, vilken avled på senhösten 1503, och med honom utslocknade den äldre Stureätten, också kallad Sjöbladsätten efter sköldevapnets tre sjöblad i balk, varvid gården splittrades på flera arvtagare, och Svante Nilsson (Sture) som blev Sveriges riksföreståndare, kan möjligen ha gett godset som belöning till sin slottsfogde på Stockholms slott 1509-1510, Bengt Eriksson, eller Benkt Eriksson på Skällsnäs, vilken under mitten av 1500-talet var ägare, eftersom historikern Ulf Sundberg valde att namnge hans ätt, Skällsnäsätten.
Flera medlemmar av ätten är beskrivna med en mindre släkttavla i Biskop Hans Brasks släktbok,  och viss utredning har också gjorts av Hans Gillingstam i Personhistorisk tidskrift 1962, där Gillingstam tillbakavisade tidigare uppgifter om att ätten skulle ha samband med Slatteätten, 
Enligt Bengt Hildebrand och Hans Gillingstam förde slottsfogden Bengt Eriksson en falk i vapnet och inte Slatteättens halvmåne. Enligt Rasmus Ludvigsson var denne Bengt Eriksson son till  Erik Månsson till hovgården på Åkerö (osäkert vilket Åkerö) och dennes hustru Brita på Greske (gården Gräsgärde i södra Möre). men enligt Hans Brask skall hon ha hetat Karin och varit bosatt i Gräsgärde i Arby socken, i Södra Möre, och varit dotter till Nils Hemmingsson (Yxnebergaätten) i Yxneberga (nämnd omkring 1500), Hagby socken, i Möre. Enligt biskop Hans Brask hade paret tre barn, dottern Anna, och sönerna Nils skrivare och Bengt Eriksson.
Riksföreståndaren Svante Nilsson (Sture)s tidigare slottsfogde Bengt Eriksson, som var trogen Sturepartiet, skall 1520 ha fått ett hemligt besök på gården, för enligt historiker tog sig Gustaf Eriksson, den blivande kungen Gustav Vasa, efter att han hade  landstigit i Kalmar, förklädd på skogsvägar till gården Skällsnäs sommaren 1520, för att söka skydd mot alla danska knektar och fogdar som var spridda över Småland för att leta efter Gustaf Eriksson, och Gustaf skall där ha försökt övertala Bengt Eriksson att följa med honom till Dalarna. Bengt Eriksson lydde inte Gustafs råd, och han blev senare avrättad vid Stockholms blodbad, istället för att åtfölja upprorsmakaren, vilken flydde med båt över sjön Solgenn från Skällsnäs och vidare via Mellby och Eksjö mot Jönköping, när en av drängarna på gården hade tagit sig till Hults prästgård för att tipsa danskarna. I Gustaf Vasa ett 400-års-minne, skriven 1896 av Otto Sjögren berättas det om Bengt Eriksson att:
| ”                                                      | Kom han (Gustav Vasa) så till en frälseman i Södervidbo härad i Småland benämnd Bengt Eriksson på Skällesnäs. Denne rådde Gustav Eriksson följa sig till Stockholm, låtandes honom ock se sitt lejdebrev det han hade bekommit av Konungen. Men Gustav rådde den andre tvärt emot, att han skulle följa honom åt Dalarne och intet förlita sig på Konungens fredsbrev, ty Gustav sade sig väl förstått hava vad tillförlitelse de Svenske skulle sig förmoda genom sådana lejde och brev. Det samma Bengt och flere Svenske vilka detta icke tro ville nogsamt fingo framdeles i händer röna då han blev avhuggen med de andra. | „ |
| – Gustaf Vasa ett 400-års-minne, 1896, av Otto Sjögren | |   |

Om Bengt Eriksson tillhörde biskop Erik Falks ätt, så var han även släkt med dennes son, Bengt Falk, avrättad genom halshuggning i samband med Linköpings blodbad, men efter slottsfogden Bengt Erikssons avrättning vid Stockholms blodbad, ägdes godset Skällsnäs av Gustav Vasa, som bytte bort gården till Halsten Månsson Bagge (Bagge af Berga), gift med Katarina Andersdotter (Yxnebergaätten) som var dotter till Anders Nilsson (Yxnebergaätten), vilken var släkt med Bengt Eriksson, eftersom hans syster var gift med Erik Månsson (Skällsnäsätten), Bengt Erikssons mor.
Via deras son Anders Bagge, ärvdes Skällsnäs till dottern Karin Andersdotter Bagge till Skällsnäs, som under slutet av 1500-talet gifte sig med Hans Strang, och Skällsnäs ägdes sedan inom ätten Strang,  därifrån gården till ätten Stråle af Ekna via Bertil Stråle till Skälsnäs, från hans son Anders Stråle till Skällsnäs och Målen ärvdes inom ätten Stråle af Ekna, tills Johan Lennart Stråle af Ekna och hans fru hushållade så illa, att fädernegodset Skällsnäs för gjord skuld gick ifrån dem till hans kusin, löjtnanten Per Stålhammar.